# Boylan
Boylan is een frisdrankmerk van de Boylan Bottling Company uit het Amerikaanse Haledon, New Jersey. Het merk bestaat sinds 1891. Bij de productie van haar frisdranken gebruikt Boylan rietsuiker, in tegenstelling tot de meeste frisdrankproducenten die glucose-frustosesiroop gebruiken.
Het eerste product van Boylan was berkenbier, waarvan de receptuur in 1891 werd ontwikkeld door apotheker William Boylan. Alle dranken van dit merk worden verkocht in glazen flessen met een herkenbaar retro-uiterlijk.